# NGC 7193
NGC 7193 é um aglomerado aberto na direção da constelação de Pegasus. O objeto foi descoberto pelo astrônomo John Herschel em 1825, usando um telescópio refletor com abertura de 18,6 polegadas. 